# Monepidosis munita
Monepidosis munita är en tvåvingeart som beskrevs av Fedotova och Vasily S. Sidorenko 2005. Monepidosis munita ingår i släktet Monepidosis och familjen gallmyggor. Inga underarter finns listade i Catalogue of Life.